# Перевозчик: Наследие
«Перевозчик: Наследие» (англ. The Transporter Refueled) — остросюжетный боевик, являющийся приквелом и перезапуском серии «Перевозчик». В качестве режиссёра выступил Камиль Деламарр, а роль Фрэнка Мартина исполнил Эд Скрейн. Съёмки проходили с 1 августа 2014 года во Франции. В США фильм вышел в прокат 4 сентября 2015 года.

## Сюжет
В 1995 году в Ривьере люди российского олигарха Карасова убивают проституток и выпускают туда своих девушек. Одна из его девушек Анна (Лоан Чабанол) потрясена увиденным и собирается отомстить олигарху.
Проходит 15 лет. Фрэнк Мартин (Эд Скрейн) работает перевозчиком. После драки с бандитами он забирает своего отца — бывшего оперативника МИ-6 Фрэнка Мартина-старшего (Рэй Стивенсон). Когда Фрэнк высаживает отца, ему звонит некая Анна и просит с ним встретиться. На встрече она предлагает Мартину помочь ей вывезти некий груз из банка в 17:00. Фрэнк соглашается и в назначенное время приезжает к банку. Там он забирает подручных Анны: Маиссу (Ноэми Ленуар) и Цяо (Юй Вэнья). Первоначально Фрэнк отказывается их везти, так как девушек разыскивает полиция, но Анна шантажирует его, показывая видео со связанным отцом, и Фрэнк соглашается. Однако девушки не собираются так просто отпускать Фрэнка.
Его следующая миссия — помочь девушкам ограбить ночной клуб подручного Карасова Лео (Ленн Кудрявицки). Фрэнк-старший отравлен смертельным ядом, который подействует через 12 часов, и Мартину приходится согласиться. Фрэнк крадёт газ из больницы и усыпляет им посетителей клуба, после чего Анна переводит со счета Лео 100 миллионов долларов. После этого грабители скрываются. Анна признаётся, что отец Фрэнка не был отравлен, и Мартин признаётся, что хочет помочь девушкам. Карасов не желает мириться с потерями. Он атакует преступников, но Фрэнк вместе с отцом и девушками скрываются от него. Однако олигарх убивает Цяо и Маиссу, после чего выжившие Анна и Фрэнк решают покончить с олигархом. Карасов похищает Анну и уплывает с ней на яхте. Фрэнк гонится за ним и вступает в ожесточённую схватку с олигархом, но тот одерживает верх. Анна освобождается и пристреливает Карасова. Она собирается убить и Фрэнка, но уезжает.
С Мартинов снимают все обвинения, так как на них нет улик, а Анна в роскошном отеле перечисляет деньги родственникам погибших подруг и Фрэнку.

## В ролях
- Эд Скрейн — Фрэнк Мартин
- Рэй Стивенсон — Фрэнк Мартин-ст., отец Фрэнка, разведчик-оперативник МИ6 на пенсии
- Лоан Чабанол[англ.] — Анна
- Габриэлла Райт[фр.] — Джина
- Татьяна Пайкович — Мария
- Юй Вэнься — Цяо
- Раша Буквич[фр.] — Карасов
- Ноэми Ленуар — Маисса
- Юрий Колокольников — Юрий
- Ленн Кудрявицки[нем.] — Лео Имасов
- Анатоль Таубман — Станислав Тургин
- Карел Добрый — Джетмир